# Lopaphus suwinae
Lopaphus suwinae är en insektsart som beskrevs av Francis Seow-Choen 2000. Lopaphus suwinae ingår i släktet Lopaphus och familjen Diapheromeridae. Inga underarter finns listade i Catalogue of Life.